# Esterina Tartman

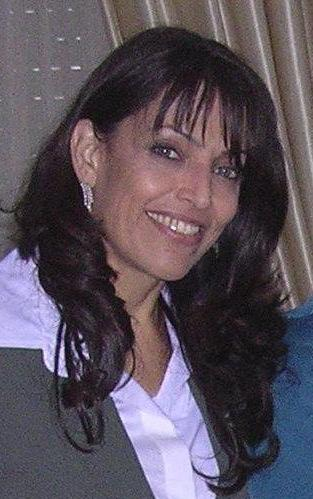
Esterina Tartman

Esterina Tartman (hebräisch אסתרינה טרטמן; * 9. November 1957 in Israel) ist eine israelische Politikerin der zionistisch-nationalistischen Partei Jisra’el Beitenu, die vor allem für ihre rassistischen Sprüche gegenüber arabischen Israelis bekannt ist.
Awigdor Lieberman, dessen engste Verbündete sie ist, wollte Tartmann Ende Februar 2007 zur neuen Tourismusministerin ernennen, doch Presseberichte über falsche Angaben Tartmans zu angeblich von ihr erlangten Hochschulabschlüssen sorgten für einen mehrtägigen Skandal, so dass Tartmann ihre Ambitionen für das Amt aufgegeben musste.

## Leben und Leistungen
Esterina Tartman entstammt einer angesehenen orientalischen Familie, der Shabtai-Familie, die seit mehreren Generationen schon in Israel lebt. Am 8. Februar 2006 startete sie ihre politische Karriere als Knessetabgeordnete für Jisra’el Beitenu, als sie für ein verstorbenes Parteimitglied ins Parlament aufrücken durfte. Schlagzeilen machte sie später vor allem durch ihre fanatisch-rassistischen Reden, die für heftige Kontroversen – auch innerhalb ihrer eigenen Partei – sorgten. So nannte sie beispielsweise die Ernennung des ersten muslimischen Arabers, Ghalib Mudschadala, zum Minister einen „Todesstoß für den Zionismus“ und sorgte sich um die Zerstörung des „Charakters Israels als jüdischer Staat“.
Für Proteste sorgte auch die von ihr ins Leben gerufene Initiative, arabischen Israelis die Staatsbürgerschaft abzuerkennen, falls sie sich nicht zum loyalen Verhalten gegenüber dem jüdischen Staat bekennen.
Awigdor Lieberman ernannte seine Parteikollegin Ende Februar 2007 zur neuen Tourismusministerin, da ihm laut Koalitionsabkommen ein zweites Ministeramt zustand. Kurz nach Tartmans Ernennung wurde bekannt, dass ihr Lebenslauf einige Ungereimtheiten beinhaltet. Neben der unrechtmäßigen Anmaßung eines akademischen Grades soll sie einen Verkehrsunfall verschuldet haben und danach versucht haben, Fahrerflucht zu begehen. Weitere Berichte über eine ärztlich und gerichtlich bestätigte, teilweise Arbeitsunfähigkeit nach einem weiteren Autounfall schlugen in der israelischen Öffentlichkeit ebenfalls hohe Wellen und führten schließlich zum Amtsverzicht Tartmanns.